# Blumenau (tiểu vùng)
Blumenau là một tiểu vùng thuộc bang Santa Catarina, Brasil. Tiều vùng này có diện tích 4753 km², dân số năm 2007 là 547255 người.